# Agnieszka Frydrychowicz-Tekieli
Agnieszka Frydrychowicz-Tekieli (nascida em 1974 em Słupsk) é uma diplomata polaca que foi embaixadora na Colômbia (2016–2020) e México (2025–).

## Vida
Agnieszka Frydrychowicz-Tekieli nasceu em 1974 em Słupsk. Em 1998, ela obteve o seu grau de Mestre da Universidade de Varsóvia, no Instituto de Relações Internacionais. Ela também foi educada no American Studies Center nessa universidade. Ela é autora de artigos sobre a enciclopédia Argentina para Publicadores Científicos Polacos PWN.
Em 1999 começou a sua carreira no serviço diplomático polaco. Após o seu cargo no Departamento para a União Europeia, entre 2004 e 2009 foi Primeira Secretária da Representação Permanente da República da Polónia junto da União Europeia em Bruxelas. Em 2008, ela tornou-se a enviada do Ministro para o Processo de Barcelona. Em 2009, foi chefe da secção do Magrebe e Maxerreque no Ministério dos Negócios Estrangeiros. Entre 2009 e 2014, ela ocupou o cargo de chefe adjunto da missão no México, também como encarregada de negócios (2012–2013). Nos dois anos seguintes, ela foi vice-directora do Departamento de Infraestruturas do MFA. Em 2 de setembro de 2016, ela foi nomeada embaixadora da Polónia na Colômbia. Em 15 de novembro de 2016, apresentou as suas credenciais ao Presidente da Colômbia, Juan Manuel Santos. Ela também foi credenciada em Santa Lúcia e Antígua e Barbuda. Ela terminou o seu mandato no dia 31 de agosto de 2020.
Ela fala inglês e espanhol, é casada e tem um filho.